# Nokia 2.1
Nokia 2.1，是一款运行Android操作系统的诺基亚品牌中端智能手机。

## 规格

### 硬件
Nokia 2.1由高通骁龙425中央处理器驱动，1GB RAM + 8GB ROM。
显示面板为5.5英寸HD+液晶屏，分辨率为16：9。
后置摄像头800万像素，前置摄像头为500万像素。

### 软件
这款手机搭载了Android 8.1操作系统，并且其开发商HMD承诺Nokia 2.1提供两年系统更新和三年安全补丁更新。